# Göhərli
Göhərli è un comune dell'Azerbaigian situato nel distretto di İmişli. Conta una popolazione di 867 abitanti.